# Грюнвальд (гміна)
Гмі́на Грюнвальд (пол. Gmina Grunwald) — сільська гміна у північній Польщі. Належить до Острудського повіту Вармінсько-Мазурського воєводства.
Станом на 31 грудня 2011 у гміні проживало 5817 осіб.

## Територія
Згідно з даними за 2007 рік площа гміни становила 179.84 км², у тому числі:
- орні землі: 72.00%
- ліси: 18.00%

Таким чином, площа гміни становить 10.19% площі повіту.

## Населення
Станом на 31 грудня 2011:
| Опис     | Загалом | Загалом | Чоловіки | Чоловіки | Жінки | Жінки |
| -------- | ------- | ------- | -------- | -------- | ----- | ----- |
| одиниця  | осіб    | %       | осіб     | %        | осіб  | %     |
| все      | 5817    | 100     | 2974     | 51.13    | 2843  | 48.87 |
| міське   | 0       | 100     | 0        |          | 0     |       |
| сільське | 5817    | 100     | 2974     | 51.13    | 2843  | 48.87 |

## Сусідні гміни
Гміна Грюнвальд межує з такими гмінами: Домбрувно, Козлово, Ольштинек, Оструда.